# Thrace (mythologie)
Pour les articles homonymes, voir Thrace (homonymie).
Thrace  (en grec ancien Κερκηίς / Θρᾴκη, Thráikê) est, dans la mythologie grecque archaïque, une Océanide, fille d'Océan et de Téthys, et la déesse éponyme de Thrace.

## Famille

### Ascendance
Ses parents sont les titans Océan et Téthys. Elle est l'une de leur multiples filles, les Océanides, généralement au nombre de trois mille, et a pour frères les Dieux-fleuves, eux aussi au nombre de trois mille. Ouranos (le Flot) et Gaïa (la Terre) sont ses grands-parents tant paternels que maternels.

### Descendance
Les mythographes tardifs, citant Étienne de Byzance, lui prêtent un commerce amoureux avec Zeus qui la rend mère d'un fils nommé Bithynos.

## Fonction
Thrace est la déesse éponyme de Thrace, région historique de la péninsule balkanique.